# Brühlbach (Erms, Bad Urach)
Der Brühlbach ist ein linker Zufluss der mittleren Erms bei Bad Urach in Baden-Württemberg, der den Uracher Wasserfall speist.

## Geografie

### Brühlbachquellen

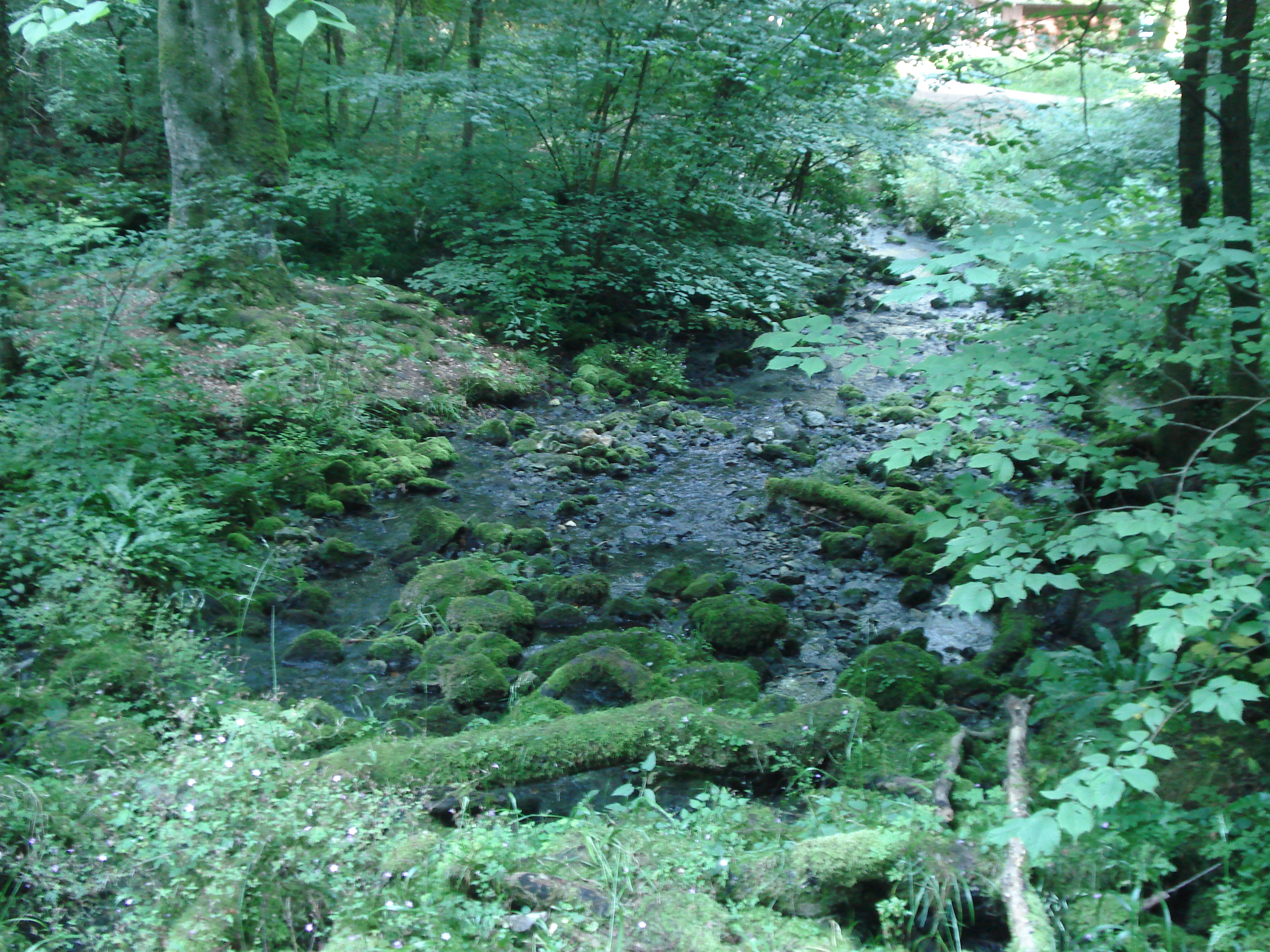
Die Quellen des Brühlbaches

Die Quellen des Brühlbaches befinden sich etwa 150 m südwestlich des Uracher Wasserfalls. Es handelt sich um mehrere Karstquellen, die in einem zerklüfteten Kalktuff-Plateau austreten. Das Wasser stammt von der Hochfläche um Würtingen. Dort sickert Regenwasser durch die kalkigen Gesteinsschichten. Dabei nimmt das kohlensäurehaltige Wasser Kalk auf und sammelt sich auf der darunter liegenden wasserundurchlässigen Mergelschicht. Ungefähr 28 Stunden nach seiner Versickerung tritt das Wasser in den Brühlbachquellen wieder zutage. Die Schüttung variiert abhängig von Wetter und Jahreszeit von rund 70 l/s bis zu 420 l/s. In heißen Sommern können die Quellen sogar versiegen.

### Verlauf

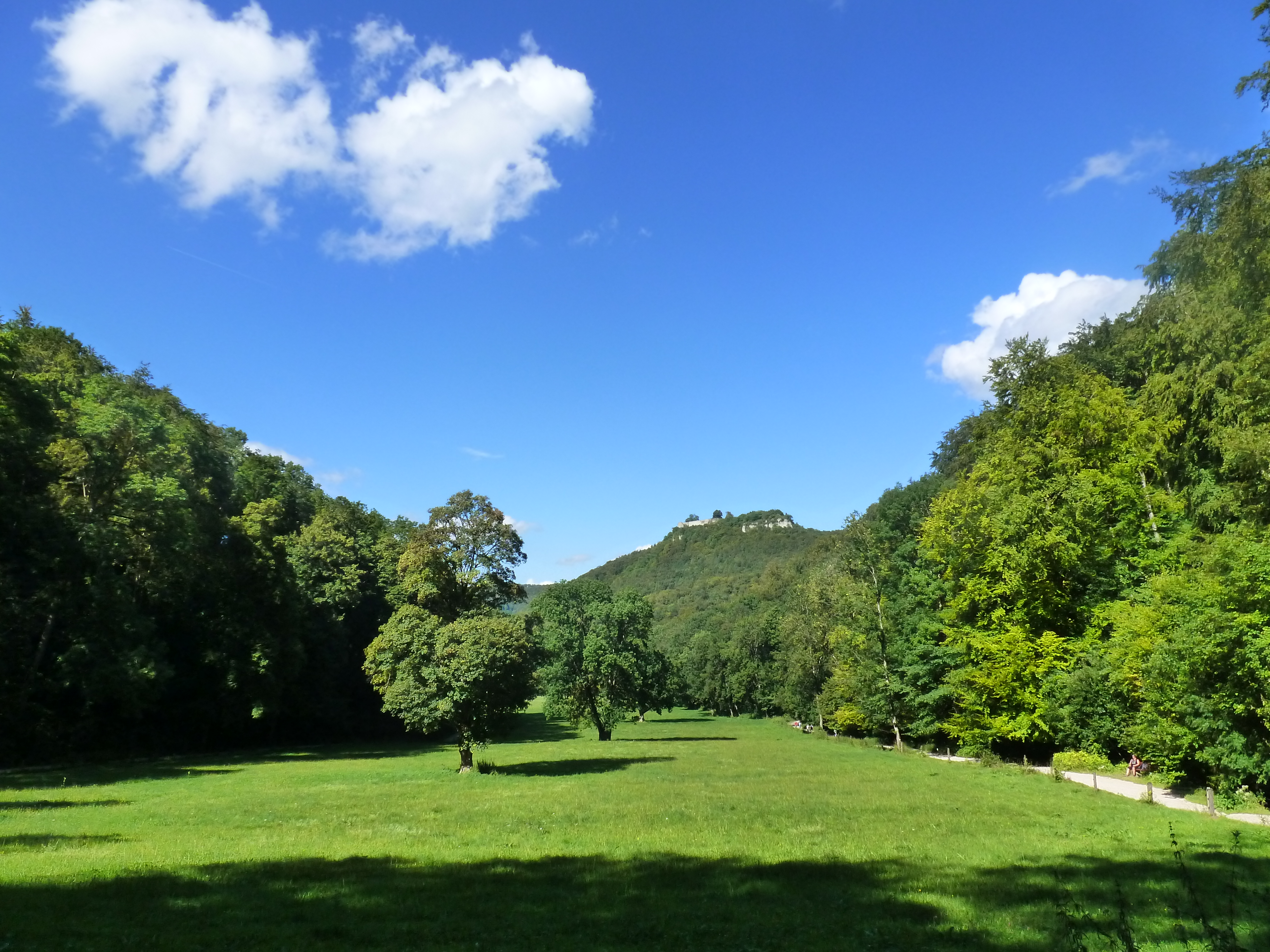
Das Brühlbachtal

Nach seiner Quelle stürzt der Brühlbach den Uracher Wasserfall herab. Unten wird er von weiteren Quellen verstärkt. Er durchfließt in vorwiegend nördlicher Richtung das Brühl und – nach Aufnahme des Gütersteinbachs vom Gütersteiner Wasserfall – das Maisental. In der Nähe des Pegels Bad Urach am Nordwestrand der Stadt mündet der Brühlbach in die Erms.

### Einzugsgebiet
Das oberflächliche Einzugsgebiet des Brühlbachs umfasst etwa 8,1 km², das im Karst der Schwäbischen Alb relevantere in tieferen Stockwerken rund 20 km². Im Süden und Südwesten entwässert das Terrain auf der Albhochfläche über die Gächinger Lauter und die Große Lauter letztlich zur Donau. Im Nordwesten konkurriert jenseits eines kurzen Abschnitts der Wasserscheide der abwärtige Erms-Zufluss Glemsbach, im Osten der aufwärtige Seltbach, sonst die zum Neckar laufende Erms selbst. Das Gebiet grenzt also an die Europäische Hauptwasserscheide an.

### Zuflüsse
Liste der Zuflüsse von der Quelle zur Mündung. Gewässerlänge, Einzugsgebiet und Höhe nach den entsprechenden Layern auf der Onlinekarte der LUBW. Andere Quellen für die Angaben sind vermerkt.
Quellen des Brühlbachs auf etwa 615 m ü. NHN.
- Stürzt den Uracher Wasserfall herab.
- Zufluss, von rechts nahe der Südspitze des offenen Brühls auf 511,1 m ü. NHN[LUBW 5], ca. 0,1 km.[LUBW 6] Quelle auf etwa 530 m ü. NHN.
- Bach aus dem Schießtal, von links auf 475,7 m ü. NHN[LUBW 5], 1,0 km. Quelle auf etwa 545 m ü. NHN.
- Gütersteinbach, von links auf 443,6 m ü. NHN[LUBW 5], 2,1 km. Quelle auf etwa 640 m ü. NHN. Dieser Zufluss stürzt den Gütersteiner Wasserfall herab.

Mündung des Brühlbachs, von links beim Bad Uracher Thermalbad von links und Süden und auf etwa 427 m ü. NHN in die Erms. Der Brühlbach ist 3,4 km lang und hat ein oberirdisches Einzugsgebiet (anhand der scheidenden Bergkämme bestimmt) von 8,1 km². Das Einzugsgebiet in den tieferen Karststockwerken ist merklich größer.

### LUBW
Amtliche Online-Gewässerkarte mit passendem Ausschnitt und den hier benutzten Layern: Lauf und Einzugsgebiet des Brühlbachs

Allgemeiner Einstieg ohne Voreinstellungen und Layer: Daten- und Kartendienst der Landesanstalt für Umwelt Baden-Württemberg (LUBW) (Hinweise)
1. 1 2  Höhe nach dem Höhenlinienbild auf dem Hintergrundlayer Topographische Karte.
2. ↑  Höhe nach grauer Beschriftung auf dem Hintergrundlayer Topographische Karte.
3. 1 2  Länge nach dem Layer Gewässernetz (AWGN).
4. 1 2  Einzugsgebiet nach dem Layer Basiseinzugsgebiet (AWGN).
5. 1 2 3  Höhe nach blauer Beschriftung auf dem Hintergrundlayer Topographische Karte.
6. ↑  Länge abgemessen auf dem Hintergrundlayer Topographische Karte.

### Andere Belege
1. ↑  Hansjörg Dongus: Geographische Landesaufnahme: Die naturräumlichen Einheiten auf Blatt 171 Göppingen. Bundesanstalt für Landeskunde, Bad Godesberg 1961. → Online-Karte (PDF; 4,3 MB)
2. ↑  Hans Graul: Geographische Landesaufnahme: Die naturräumlichen Einheiten auf Blatt 179 Ulm. Bundesanstalt für Landeskunde, Bad Godesberg 1952. → Online-Karte (PDF; 4,8 MB)